# Maja d'Hollosy

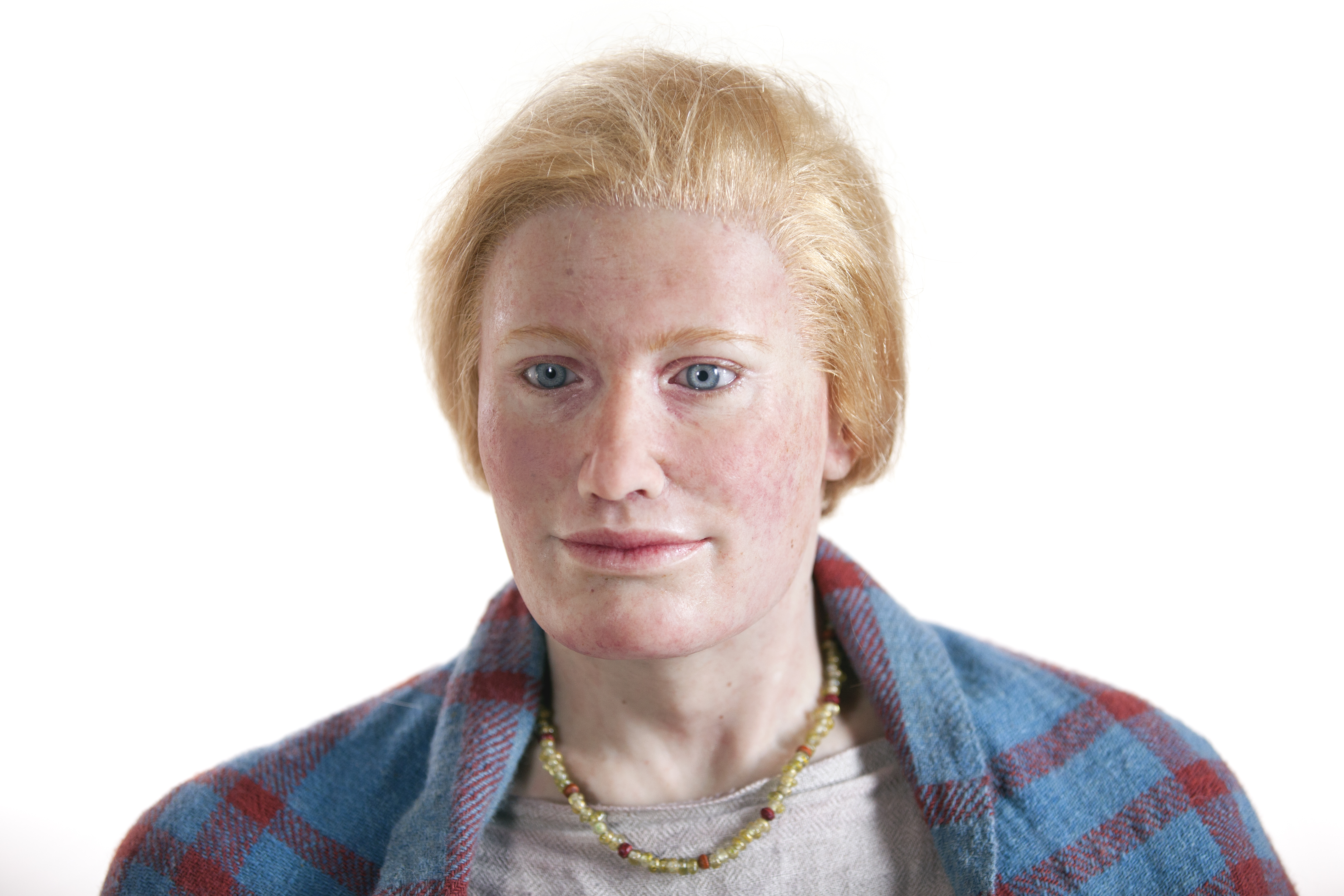
Hilde van Castricum, een van de reconstructies van d'Hollosy.

M.L. (Maja) d'Hollosy (1963) is een Nederlands archeoloog en fysisch antropoloog, gespecialiseerd in het maken van gezichtsreconstructies op basis van archeologische vondsten.
D'Hollosy heeft een aanstelling als archeoloog bij de Universiteit van Amsterdam, waarbij ze onderzoek verricht naar bij opgravingen gevonden menselijke resten. Daarnaast is ze als zelfstandige werkzaam bij het maken van gezichtsreconstructies op basis van archeologisch materiaal. Zo vervaardigde ze reconstructies van Hilde van Castricum, te zien in Huis van Hilde en van Cees de steentijdman. In 2014 maakte ze een reconstructie van een vrouw die om het leven kwam bij het Beleg van Alkmaar in 1573. Een reconstructie uit 2015 van een Friezin uit de zevende eeuw, die als Beitske of terpdame bekendstaat, werd in juni van dat jaar onthuld in het Fries Museum.